# Платинаторий
Платинаторий — бинарное неорганическое соединение, интерметаллид
платины и тория
с формулой ThPt,
кристаллы.

## Получение
- Сплавление стехиометрических количеств чистых веществ:

{\displaystyle {\mathsf {Pt+Th\ {\xrightarrow {1500^{o}C}}\ ThPt}}}

## Физические свойства
Платинаторий образует кристаллы
ромбической сингонии,
пространственная группа C mcm,
параметры ячейки a = 0,3900 нм, b = 1,109 нм, c = 0,4454 нм, Z = 4
структура типа борида хрома CrB
.
Соединение конгруэнтно плавится при температуре >1500 °C.